# Upplands runinskrifter 635
Upplands runinskrifter 635 är en vikingatida runsten av blågrå gnejs i Låddersta, Kalmar socken och Håbo kommun. Runstenen är 1,55 meter hög och 1 meter bred och intill 0,5 meter tjock. Runhöjden är 8-9 centimeter. U 635 var känd redan på 1600-talet men försvann sedan under lång tid. 1919 återfanns två delar av stenen i en åker. Dessa sammanfogades och restes 1943. Ett stycke, det nedre vänstra, av stenen saknas fortfarande.
"Arnfast", som är en av de bröder som rest U 635 till minne efter sin far, är förmodligen samme man som omnämns på U 636. Det nämns i den inskriften att Arnfast for till Gårdarike. Troligt är att han inte mer hördes av efter det och att man inte visste något om hans öde.

## Inskriften
Translitterering av runraden:
r[ol]u[fr × auk × arnfastr] × auk × arfastr × auk × arni × ra(i)[s](t)u × stin × [a]t × [kura-]a × [fa]þu... ...
Normalisering till runsvenska:
ʀolfʀ(?) ok Arnfastr(?) ok Arfastr ok Arni ræistu stæin at kura-a, faðu[r] ...
Översättning till nusvenska:
Rolv(?) och Arnfast(?) och Arfast och Arne reste stenen efter ... [sin] fader.